# Renée Mortier
Pour les articles homonymes, voir Mortier.
Renée Mortier, née Renée Triboulet à Murat (Cantal, France) le 11 juillet 1883 et morte à Saint-Laurent-d'Oingt (Rhône) en septembre 1937, est une féministe, nageuse, dirigeante sportive et personnalité politique française.
Employée des Postes, elle est aussi sportive de haut niveau, principalement en natation. Elle est la première femme élue au comité directeur de l'Union des sociétés françaises de sports athlétiques. Elle fait partie successivement des dirigeants des clubs de natation Ondine de Paris, Cadettes de Gascogne et ASPPT. 
Elle se présente face à Alexandre Millerand aux élections législatives de 1910 dans le 12e arrondissement de Paris, où elle réside.

## Biographie
Renée Triboulet naît le 11 juillet 1883 à Murat dans le Cantal, est la fille de Charles Triboulet, commissaire de surveillance administrative des chemins de fer, et de Aurélie Ransan. Elle épouse le 27 juillet 1905, à la mairie du 5e arrondissement de Paris, Alphonse Julien Mortier, employé à la préfecture de la Seine, lui aussi sportif (escrime, natation et gymnastique). Ils habitent rue de Wattignies dans le 12e arrondissement de Paris. Elle est employée des Postes, avec un salaire de 2 200 francs par an en 1910. Ensemble, ils ont une fille Gilberte Mortier, née en 1907 et nageuse olympique en 1924,.
Sportive polyvalente, Renée Mortier pratique vélo, patinage et sports aquatiques, natation comme plongeon. En 1907, elle participe à diverses épreuves à Paris (60 mètres, 100 mètres, plongeon). Le 9 août, elle se classe 4e des dames lors de la traversée de Toulouse à la nage (5 kilomètres), en 1 h 32 min 15 s. Elle refuse de participer à une épreuve de six heures le 25 août car il lui aurait fallu abandonner son statut amateur. En 1908, en août, elle participe à la traversée de Lyon à la nage (4,5 kilomètres), elle termine 6e en 1 h 16 min 33 s. Elle se classe 5e sur le 100 mètres lors d'un meeting international à Joinville-le-Pont à la fin du mois. L'année suivante, elle prend part aux épreuves féminines aux championnats de France de natation de l'USFSA (qu'elle a aidé à mettre en place),. En 1912, elle est la seule femme autorisée à participer à la Coupe de Noël, épreuve d'eau libre parisienne le jour de Noël. Elle se classe dernière du 150 mètres en 2 min 29 s, dans une eau à 5°. En 1913, à la création du brevet par L'Auto, elle obtient son audax (soit 6 kilomètres de natation).
Lorsque le club de natation Ondine de Paris est créé en 1906, elle y adhère et en devient la secrétaire pendant six ans,. En 1907, elle est élue, « élément féminin », au comité directeur de l'Union des sociétés françaises de sports athlétiques ; en effet, la FINA a fait pression sur les fédérations qui lui sont affiliées pour l'organisation d'épreuves féminines. En 1921, elle participe avec onze autres employées des Postes à la fondation du club des Cadettes de Gascogne dont elle dirige la section natation à partir de 1928. Elle quitte ce club, qui est de moins en moins multisports et de plus en plus axé sur le football, et prend la tête de la section natation de l'ASPPT en 1931.
Pour les élections législatives de 1910 elle se présente dans la première circonscription du 12e arrondissement de Paris, dont le député est le ministre Alexandre Millerand. Elle est proche de Marguerite Durand, d'Hubertine Auclert et de Gabrielle Chapuis, avec qui elle met en place un programme commun,. Les candidates revendiquent l'accès des femmes au droit de vote, pour l'élection de femmes députées qui pourraient voter des lois sociales permettant aux femmes de « s'affranchir de l'esclavage masculin »,. Alexandre Millerand est le seul ministre à être mis en ballotage, mais ce ne sont pas les probables 200 voix (un décompte fiable a été exigé par Marguerite Durand, mais les résultats n'ont pas été diffusés) obtenues par Renée Mortier qui ont dû faire la différence,. Elle abandonne le combat féministe après la Première Guerre mondiale, ne se reconnaissant plus dans les nouvelles formes de lutte.
Elle meurt à Saint-Laurent-d'Oingt (Rhône) en septembre 1937.